# Võ Trần Trương An
Võ Trần Trương An (ur. 26 kwietnia 1981) – wietnamska pływaczka.
Brała udział w igrzyskach w 1996, na których startowała w zawodach na 50 m stylem dowolnym. Odpadła w pierwszej rundzie, zajmując piąte miejsce w pierwszym wyścigu eliminacyjnym z czasem 29,02. W klasyfikacji generalnej uplasowała się na 52. pozycji. Jest najmłodszym wietnamskim olimpijczykiem.